# Neuherberg (Oberschleißheim)

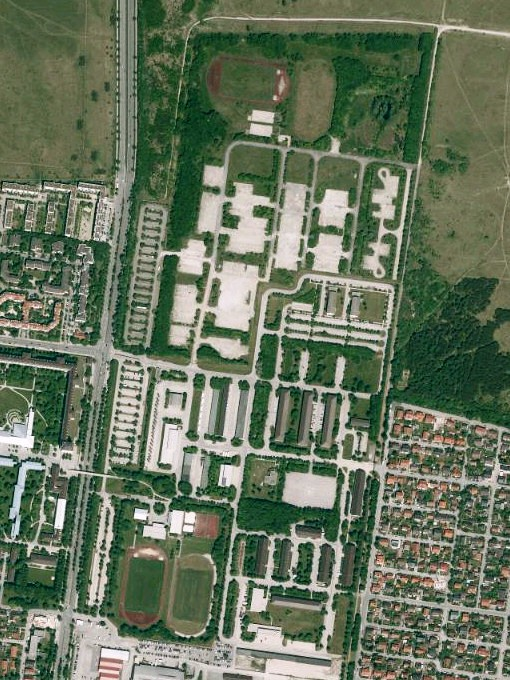
Trại lính Fürst-Wrede

Neuherberg là một địa điểm thuộc Oberschleißheim ở bìa phía bắc của München.

## Vị trí
Neuherberg nằm về phía đông nam trong xã Oberschleißheim: giữa Panzerwiese ở phía tây và Fröttmaning ở phía đông và nam (khúc đường Ingolstädter Straße dẫn tới Ingolstädter Landstraße (B 13)).

## Lịch sử
Khi tuyển hầu tước Maximilian mở rộng sở hữu Schleißheim đầu thế kỷ 17, ông ta mua thêm Neuherberg.
Khoảng 1800 làng này chỉ có 3 nông trai và một quán ăn trên con đường dẫn tới Pfaffenhofen. 
Năm 1964, phía bắc của làng,Gesellschaft für Strahlenforschung (GSF) (Tổ chức nghiên cứu bức xạ) thành lập một hãng bây giờ là Helmholtz-Zentrum München.
Năm 2017 trên mảnh đất của Trại lính Fürst-Wrede Leistungszentrum (trung tâm huấn luyện) của FC Bayern München được thành lập.